# Kabinet-Madison
Het kabinet-Madison was de uitvoerende macht van de Amerikaanse overheid van 4 maart 1809 tot 4 maart 1817. Minister van Buitenlandse Zaken James Madison, een "Founding Father" uit Virginia van de Democratisch-Republikeinse Partij werd gekozen als de 4e president van de Verenigde Staten na het winnen van de presidentsverkiezingen van 1808 over de kandidaat van de Federalistische Partij voormalig ambassadeur Charles Cotesworth Pinckney, een mede "Founding Father" uit South Carolina. Madison werd herkozen voor een tweede termijn in 1812 na het verslaan van partijgenoot zittend burgemeester van New York en luitenant-gouverneur van New York DeWitt Clinton, wiens kandidaatschap werd gesteund door de Federalistische Partij. In 1815 maakte Madison bekend zich niet kandidaat te stellen voor een nieuwe termijn in de presidentsverkiezingen van 1816 en sprak zijn steunbetuiging uit voor minister van Buitenlandse Zaken James Monroe als zijn opvolger.
| Nr.     | Functie                               | Ambtsbekleder          | Ambtsbekleder                      | Ambtstermijn      | Ambtstermijn      | Partij |
| ------- | ------------------------------------- | ---------------------- | ---------------------------------- | ----------------- | ----------------- | ------ |
| 4       | President van de Verenigde Staten     | James Madison          | James Madison (1751–1836)          | 4 maart 1809      | 4 maart 1817      | DR     |
| 4       | Vicepresident van de Verenigde Staten | George Clinton         | George Clinton (1739–1812)         | 4 maart 1805      | 20 april 1812     | DR     |
|         | Vicepresident van de Verenigde Staten | Vacant                 |                                    |                   |                   |        |
| 5       | Vicepresident van de Verenigde Staten | Elbridge Gerry         | Elbridge Gerry (1744–1814)         | 4 maart 1813      | 23 november 1814  | DR     |
| Kabinet |                                       |                        |                                    |                   |                   |        |
| Nr.     | Functie                               | Ambtsbekleder          | Ambtsbekleder                      | Ambtstermijn      | Ambtstermijn      | Partij |
| 6       | Minister van Buitenlandse Zaken       | Robert Smith           | Robert Smith (1757–1842)           | 4 maart 1809      | 1 april 1811      | DR     |
| 7       | Minister van Buitenlandse Zaken       | James Monroe           | James Monroe (1758–1831)           | 1 april 1811      | 4 maart 1817      | DR     |
| 4       | Minister van Financiën                | Albert Gallatin        | Albert Gallatin (1761–1849)        | 13 mei 1801       | 8 februari 1814   | DR     |
| 5       | Minister van Financiën                | George Campbell        | George Campbell (1769–1848)        | 8 februari 1814   | 6 oktober 1814    | DR     |
| 6       | Minister van Financiën                | Alexander Dallas       | Alexander Dallas (1759–1817)       | 6 oktober 1818    | 22 oktober 1816   | DR     |
| 7       | Minister van Financiën                | William Crawford       | William Crawford (1772–1834)       | 22 oktober 1816   | 6 maart 1825      | DR     |
| 6       | Minister van Oorlog                   | William Eustis         | William Eustis (1753–1825)         | 4 maart 1809      | 13 januari 1813   | DR     |
| 7       | Minister van Oorlog                   | John Armstrong         | John Armstrong (1758–1843)         | 13 januari 1813   | 27 september 1814 | DR     |
| 8       | Minister van Oorlog                   | James Monroe           | James Monroe (1758–1831)           | 27 september 1814 | 1 maart 1815      | DR     |
| [ 7 ]   | Minister van Oorlog                   | Alexander Dallas       | Alexander Dallas (1759–1817)       | 1 maart 1815      | 1 augustus 1815   | DR     |
| 9       | Minister van Oorlog                   | William Crawford       | William Crawford (1772–1834)       | 1 augustus 1815   | 22 oktober 1816   | DR     |
| [ 7 ]   | Minister van Oorlog                   |                        | George Graham (1772–1830)          | 22 oktober 1816   | 8 december 1817   | O      |
|         | Minister van de Marine                | Vacant                 | Vacant                             | Vacant            | Vacant            | Vacant |
| 3       | Minister van de Marine                | Paul Hamilton          | Paul Hamilton (1762–1816)          | 15 maart 1809     | 1 januari 1813    | DR     |
|         | Minister van de Marine                | Vacant                 |                                    |                   |                   |        |
| 4       | Minister van de Marine                | William Jones          | William Jones (1760–1813)          | 20 januari 1813   | 1 december 1814   | DR     |
|         | Minister van de Marine                | Vacant                 |                                    |                   |                   |        |
| 5       | Minister van de Marine                | Benjamin Crowninshield | Benjamin Crowninshield (1772–1851) | 15 januari 1815   | 30 september 1818 | DR     |
| 6       | Minister van Justitie                 | Caesar Augustus Rodney | Caesar Augustus Rodney (1772–1824) | 20 januari 1807   | 5 december 1811   | DR     |
|         | Minister van Justitie                 | Vacant                 |                                    |                   |                   |        |
| 7       | Minister van Justitie                 | William Pinkney        | William Pinkney (1764–1822)        | 10 december 1811  | 10 februari 1814  | DR     |
| 8       | Minister van Justitie                 | Richard Rush           | Richard Rush (1780–1859)           | 10 februari 1814  | 13 november 1817  | F      |
| 7       | Minister van Posterijen               | Gideon Granger         | Gideon Granger (1767–1822)         | 28 november 1801  | 18 maart 1814     | DR     |
| 8       | Minister van Posterijen               | Return Meigs           | Return Meigs (1764–1825)           | 18 maart 1814     | 26 juni 1823      | DR     |

Washington ·
J. Adams ·
Jefferson ·
Madison ·
Monroe ·
J.Q. Adams ·
Jackson ·
Van Buren ·
W.H. Harrison ·
Tyler ·
Polk ·
Taylor ·
Fillmore ·
Pierce ·
Buchanan ·
Lincoln ·
A. Johnson ·
Grant ·
Hayes ·
Garfield ·
Arthur ·
Cleveland I ·
B. Harrison ·
Cleveland II ·
McKinley ·
T. Roosevelt ·
Taft ·
Wilson ·
Harding ·
Coolidge ·
Hoover ·
F.D. Roosevelt ·
Truman ·
Eisenhower ·
Kennedy ·
L.B. Johnson ·
Nixon ·
Ford ·
Carter ·
Reagan ·
G.H.W. Bush ·
Clinton ·
G.W. Bush ·
Obama ·
Trump I ·
Biden ·
Trump II